# 아하우

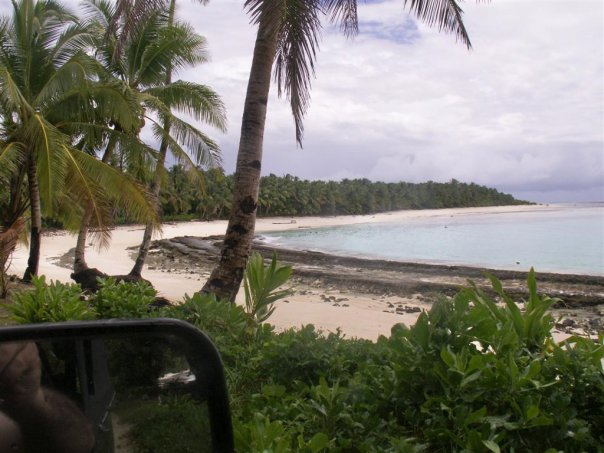

아하우(Ahau)는 피지의 속령인 로투마의 수도이자 로투마의 최대 도시이다.